# Coupe de la Ligue anglaise de football 2011-2012
Navigation
Édition précédente Édition suivante
La Coupe de la Ligue anglaise de football 2011-2012 est la 52e édition de la Carling Cup. Elle est remportée par le Liverpool Football Club contre Cardiff City. Il s'agit là du huitième trophée des Reds dans cette compétition, c'est l'équipe ayant remporté le plus de fois cette coupe.

## Match de qualification
Birmingham City, étant relégué en Football League Championship devait débuter dès le 1er tour, mais étant tenant du titre, ils commenceront au 3e tour. Un match de qualification entre les deux promus de Football League Two, Crawley Town & l'AFC Wimbledon aura lieu pour savoir qui prendra la place de Birmingham au 1er tour.
Le match aura lieu le 29 juillet 2011.
| 29 juillet 2011 | Crawley Town                          | 3-2   | AFC Wimbledon           | Broadfield Stadium, Crawley |  |
| 20:45 (UTC+1)   | Hope Akpan, Sergio Torres, Matt Tubbs | (1-1) | Luke Moore, Jack Midson |                             |  |
| 20:45 (UTC+1)   |                                       |       |                         |                             |  |

## Deuxième tour
Ce tour marque l'entrée des 13 équipes de la Premier League qui ne sont pas engagées en compétition européenne.
|    | Locaux                 | Résultat   | Visiteurs               | Affluence |
| -- | ---------------------- | ---------- | ----------------------- | --------- |
| 1  | Millwall               | 2-0        | Morecambe               | 3 443     |
| 2  | Blackburn              | 3-1        | Sheffield Wednesday     | 8 607     |
| 3  | Bury                   | 2-4        | Leicester City          | 3 779     |
| 4  | Aldershot Town         | 2-0        | Carlisle United         | 2 809     |
| 5  | AFC Bournemouth        | 1-4        | WBA                     | 6 911     |
| 6  | Crystal Palace         | 2-1        | Wigan Athletic          | 7 649     |
| 7  | Peterborough United    | 0-2        | Middlesbrough           | 5 012     |
| 8  | Aston Villa            | 2-0        | Hereford United         | 21 058    |
| 9  | Swindon Town           | 1-3        | Southampton             | 7 452     |
| 10 | Exeter City            | 1-3        | Liverpool               | 8 290     |
| 11 | Everton                | 3-1        | Sheffield United        | 17 173    |
| 12 | Brighton & Hove Albion | 1-0        | Sunderland              | 17 090    |
| 13 | Shrewsbury Town        | 3-1        | Swansea City            | 4 063     |
| 14 | Charlton Athletic      | 0-2        | Preston North End       | 5 130     |
| 15 | Norwich City           | 0-4        | Milton Keynes Dons      | 13 009    |
| 16 | Northampton Town       | 0-4        | Wolverhampton Wanderers | 5 512     |
| 17 | Wycombe Wanderers      | 1-4        | Nottingham Forest       | 2 866     |
| 18 | Bolton Wanderers       | 2-1        | Macclesfield Town       | 6 777     |
| 19 | Burnley                | 3-2        | Barnet                  | 4 273     |
| 20 | Scunthorpe United      | 1-2 (a.p.) | Newcastle United        | 4 408     |
| 21 | Leyton Orient          | 3-2        | Bristol Rovers          | 1 881     |
| 22 | Doncaster Rovers       | 1-2        | Leeds United            | 8 505     |
| 23 | Cardiff City           | 5-3 (a.p.) | Huddersfield Town       | 6 829     |
| 24 | Queens Park Rangers    | 0-2        | Rochdale                | 4 755     |

## Troisième tour
Ce tour est joué les 20 et 21 septembre 2011.
|    | Locaux                 | Résultat      | Visiteurs            | Affluence |
| -- | ---------------------- | ------------- | -------------------- | --------- |
| 1  | Aldershot Town         | 2-1           | Rochdale             | 3 334     |
| 2  | Arsenal                | 3-1           | Shrewsbury Town      | 46 539    |
| 3  | Aston Villa            | 0-2           | Bolton               | 22 261    |
| 4  | Blackburn Rovers       | 3-2           | Leyton Orient        | 7 104     |
| 5  | Brighton & Hove Albion | 1-2           | Liverpool            | 21 897    |
| 6  | Burnley                | 2-1           | Milton Keynes Dons   | 4 134     |
| 7  | Cardiff City           | 2-2 (7-6 pén) | Leicester City       | 8 697     |
| 8  | Chelsea                | 0-0 (4-3 pén) | Fulham               | 37 632    |
| 9  | Crystal Palace         | 2-1           | Middlesbrough        | 5 448     |
| 10 | Everton                | 2-1           | West Bromwich Albion | 17 647    |
| 11 | Leeds United           | 0-3           | Manchester United    | 31 031    |
| 12 | Nottingham Forest      | 3-4           | Newcastle United     | 10 208    |
| 13 | Manchester City        | 2-0           | Birmingham City      | 25 070    |
| 14 | Southampton            | 2-1           | Preston North End    | 7 414     |
| 15 | Stoke City             | 0-0 (7-6 pén) | Tottenham Hotspur    | 15 023    |
| 16 | Wolverhampton          | 5-0           | Millwall             | 7 749     |

## Huitièmes de finale
Ce tour est joué les 25 et 26 octobre 2011.
|   | Locaux         | Résultat | Visiteurs         | Affluence |
| - | -------------- | -------- | ----------------- | --------- |
| 1 | Aldershot Town | 0-3      | Manchester United | 7 044     |
| 2 | Arsenal        | 2-1      | Bolton            | 56 628    |
| 3 | Blackburn      | 4-3      | Newcastle United  |           |
| 4 | Cardiff City   | 1-0      | Burnley           | 11 601    |
| 5 | Crystal Palace | 2-0      | Southampton       | 11 865    |
| 6 | Everton        | 1-2      | Chelsea           |           |
| 7 | Stoke City     | 1-2      | Liverpool         | 24 934    |
| 8 | Wolverhampton  | 2-5      | Manchester City   | 12 436    |

## Quarts de finale
| Match 1          | Arsenal   | 0-1   | Manchester City                         |                                                                     |                                                                     |
| 29 novembre 2011 |           | (0-0) | 53e Owen Hargreaves · 83e Sergio Agüero | Emirates Stadium (Londres) Spectateurs : 60 028 Arbitrage : Probert | Emirates Stadium (Londres) Spectateurs : 60 028 Arbitrage : Probert |
| 29 novembre 2011 | (Rapport) |       |                                         | Emirates Stadium (Londres) Spectateurs : 60 028 Arbitrage : Probert | Emirates Stadium (Londres) Spectateurs : 60 028 Arbitrage : Probert |

| Match 2          | Chelsea                                                                          | 0-2   | Liverpool                                                    |                                                                 |                                                                 |
| 29 novembre 2011 | David Luiz 3e · Alex 21e · Florent Malouda 34e · Ryan Bertrand 44e · Ramires 66e | (0-0) | 54e Sebastian Coates · 58e Maxi Rodríguez · 63e Martin Kelly | Stamford Bridge (Londres) Spectateurs : 40 511 Arbitrage : Dowd | Stamford Bridge (Londres) Spectateurs : 40 511 Arbitrage : Dowd |
| 29 novembre 2011 | (Rapport)                                                                        |       |                                                              | Stamford Bridge (Londres) Spectateurs : 40 511 Arbitrage : Dowd | Stamford Bridge (Londres) Spectateurs : 40 511 Arbitrage : Dowd |

| Match 3          | Manchester United                                                             | 1-2 (a. p.) | Crystal Palace                        |                                                                |                                                                |
| 30 novembre 2011 | Fábio Pereira da Silva 29e · Federico Macheda 69e (pen.) · Darron Gibson 110e | (0-0)       | 65e Darren Ambrose · 98e Glenn Murray | Old Trafford (Manchester) Spectateurs : 52 624 Arbitrage : Foy | Old Trafford (Manchester) Spectateurs : 52 624 Arbitrage : Foy |
| 30 novembre 2011 | (Rapport)                                                                     |             |                                       | Old Trafford (Manchester) Spectateurs : 52 624 Arbitrage : Foy | Old Trafford (Manchester) Spectateurs : 52 624 Arbitrage : Foy |

| Match 4          | Cardiff City                                                        | 2-0   | Blackburn Rovers |                                                                          |                                                                          |
| 29 novembre 2011 | Kenny Miller 19e · Anthony Gerrard 45+1e 50e · Kevin McNaughton 89e | (1-0) | 30e Jason Lowe   | Cardiff City Stadium (Cardiff) Spectateurs : 19 436 Arbitrage : Atkinson | Cardiff City Stadium (Cardiff) Spectateurs : 19 436 Arbitrage : Atkinson |
| 29 novembre 2011 | (Rapport)                                                           |       |                  | Cardiff City Stadium (Cardiff) Spectateurs : 19 436 Arbitrage : Atkinson | Cardiff City Stadium (Cardiff) Spectateurs : 19 436 Arbitrage : Atkinson |

## Demi-finales

### Matchs aller
| Match 1         | Crystal Palace | 1 - 0   | Cardiff City |                         |                         |
| 10 janvier 2012 | Gardner 43e    | (1 - 0) |              | Selhurst Park (Londres) | Selhurst Park (Londres) |

| Match 2         | Manchester City | 0 - 1   | Liverpool          |                             |                             |
| 11 janvier 2012 |                 | (0 - 1) | 13e (pen.) Gerrard | Etihad Stadium (Manchester) | Etihad Stadium (Manchester) |

### Matchs retour
| Match 1         | Cardiff City                                   | 1-0 3 - 1 t. a. b. | Crystal Palace                     |                                                                         |                                                                         |
| 24 janvier 2012 | Gardner 7e (csc) · Blake 39e · Gunnarsson 109e | (1-0)              | 10e Clyne · 56e, 78e McCarthy      | Cardiff City Stadium (Cardiff) Spectateurs : 25 652 Arbitrage : H. Webb | Cardiff City Stadium (Cardiff) Spectateurs : 25 652 Arbitrage : H. Webb |
| 24 janvier 2012 | (Rapport)                                      |                    |                                    | Cardiff City Stadium (Cardiff) Spectateurs : 25 652 Arbitrage : H. Webb | Cardiff City Stadium (Cardiff) Spectateurs : 25 652 Arbitrage : H. Webb |
| 24 janvier 2012 | Miller · Conway · Gestede · Whittingham        | Tirs au but 3 - 1  | Easter · Scannell · Jedinak · Parr | Cardiff City Stadium (Cardiff) Spectateurs : 25 652 Arbitrage : H. Webb | Cardiff City Stadium (Cardiff) Spectateurs : 25 652 Arbitrage : H. Webb |

| Match 2         | Liverpool                                         | 2 - 2   | Manchester City                       |                                                              |                                                              |
| 25 janvier 2012 | Gerrard 5e 40e (pen.) · Sánchez 64e · Bellamy 74e | (1 - 1) | 31e de Jong · 56e Kolarov · 67e Džeko | Anfield (Liverpool) Spectateurs : 44 590 Arbitrage : P. Dowd | Anfield (Liverpool) Spectateurs : 44 590 Arbitrage : P. Dowd |
| 25 janvier 2012 | (Rapport)                                         |         |                                       | Anfield (Liverpool) Spectateurs : 44 590 Arbitrage : P. Dowd | Anfield (Liverpool) Spectateurs : 44 590 Arbitrage : P. Dowd |

## Finale
Les deux cousins Anthony et Steven Gerrard ratent leur tir au but. Finalement l'équipe de Steven Gerrard gagne à l'issue de cette séance de tirs au but très éprouvante
| Titulaires : |  |
| |  |
| 22 Thomas Heaton · 02 Kevin McNaughton 106e · 05 Mark Hudson 99e · 25 Ben Turner 119e · 03 Andrew Taylor · 08 Don Cowie · 07 Peter Whittingham · 17 Aron Gunnarsson · 20 Joe Mason 90+1e · 09 Kenny Miller · 15 Rudy Gestede · |  |
| Remplaçants : |  |
| 01 David Marshall · 06 Anthony Gerrard 99e · 18 Lee Naylor · 04 Filip Kiss 90+1e 98e · 11 Craig Conway · 23 Darcy Blake 106e · 10 Robert Earnshaw ·                                                                            |  |
| Entraîneur : |  |
| Malcolm Mackay |  |

| Titulaires : |  |
| |  |
| 25 Pepe Reina · 02 Glen Johnson · 37 Martin Škrtel · 05 Daniel Agger 86e · 03 José Enrique · 08 Steven Gerrard · 26 Charlie Adam · 14 Jordan Henderson 52e 58e · 07 Luis Suárez · 19 Stewart Downing · 09 Andrew Carroll 103e · |  |
| Remplaçants : |  |
| 32 Doni · 23 Jamie Carragher 86e · 34 Martin Kelly · 11 Maxi Rodríguez · 20 Jay Spearing · 18 Dirk Kuyt 103e · 39 Craig Bellamy 58e ·                                                                                           |  |
| Entraîneur : |  |
| Kenny Dalglish |  |

| Titulaires : |  |
| |  |
| 22 Thomas Heaton · 02 Kevin McNaughton 106e · 05 Mark Hudson 99e · 25 Ben Turner 119e · 03 Andrew Taylor · 08 Don Cowie · 07 Peter Whittingham · 17 Aron Gunnarsson · 20 Joe Mason 90+1e · 09 Kenny Miller · 15 Rudy Gestede · |  |
| Remplaçants : |  |
| 01 David Marshall · 06 Anthony Gerrard 99e · 18 Lee Naylor · 04 Filip Kiss 90+1e 98e · 11 Craig Conway · 23 Darcy Blake 106e · 10 Robert Earnshaw ·                                                                            |  |
| Entraîneur : |  |
| Malcolm Mackay |  |

| Titulaires : |  |
| |  |
| 25 Pepe Reina · 02 Glen Johnson · 37 Martin Škrtel · 05 Daniel Agger 86e · 03 José Enrique · 08 Steven Gerrard · 26 Charlie Adam · 14 Jordan Henderson 52e 58e · 07 Luis Suárez · 19 Stewart Downing · 09 Andrew Carroll 103e · |  |
| Remplaçants : |  |
| 32 Doni · 23 Jamie Carragher 86e · 34 Martin Kelly · 11 Maxi Rodríguez · 20 Jay Spearing · 18 Dirk Kuyt 103e · 39 Craig Bellamy 58e ·                                                                                           |  |
| Entraîneur : |  |
| Kenny Dalglish |  |